# Alfred Zgórski
Alfred Zgórski herbu Kotwicz (ur. 11 lutego 1848 w Przemyślu, zm. 13 marca 1916 w Wiedniu) – polski bankowiec, działacz społeczny, członek Izby Panów Rady Państwa, poseł do Sejmu Krajowego Galicji X kadencji.

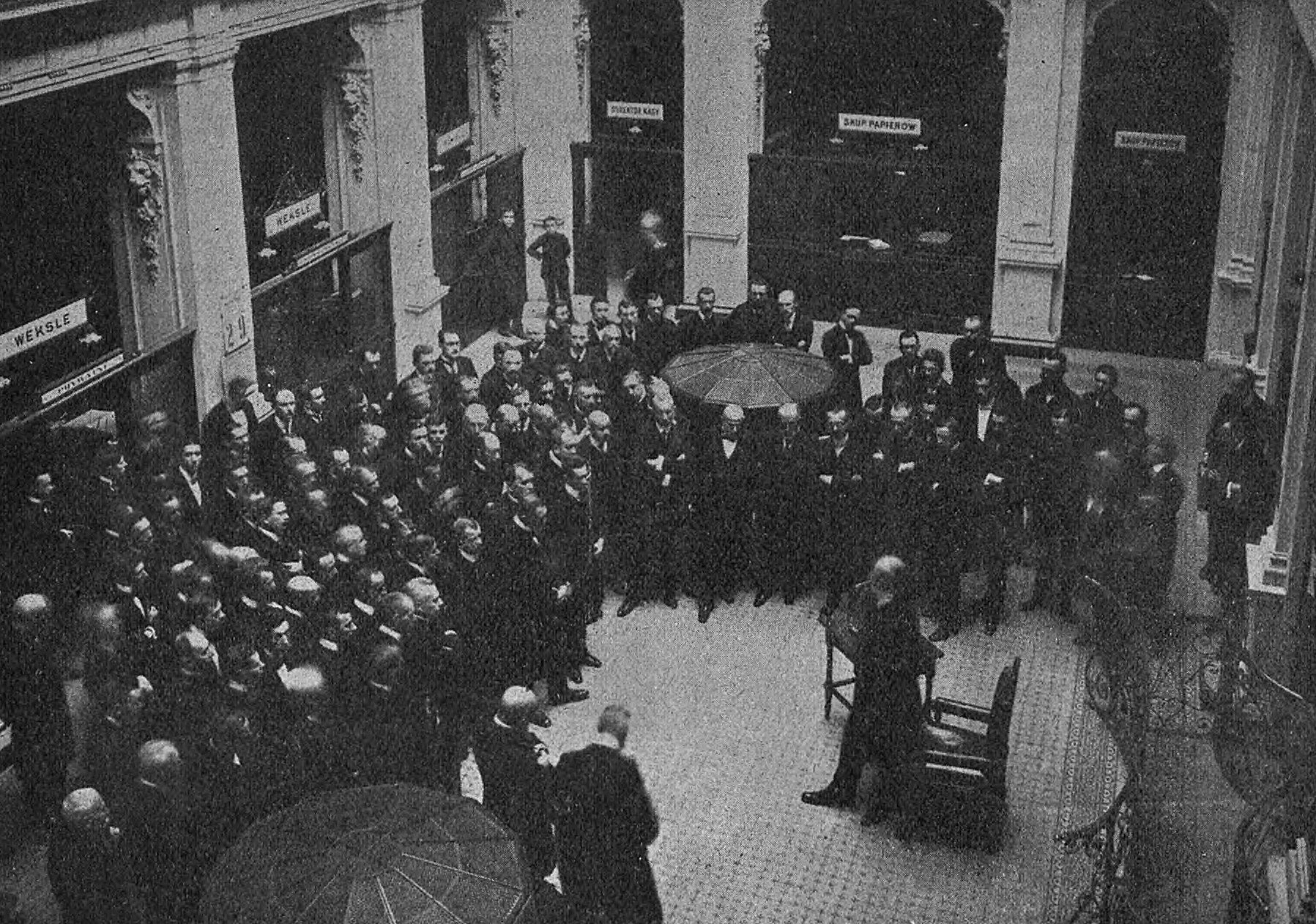
Pożegnanie Alfred Zgórskiego po odejściu z dyrektorowania bankiem (styczeń 1913)

## Życiorys
Urodził się 11 lutego 1848 w Przemyślu. Był synem starosty Juliana Kotwicz-Zgórskiego. W rodzinnym mieście ukończył gimnazjum. Studiował na Wydziale Filozoficznym Uniwersytetu Lwowskiego. Uzyskał stopień doktora na Uniwersytecie Wiedeńskim. Po studiach przez kilka lat pracował jako suplent (zastępca etatowego nauczyciela) w szkole realnej we Lwowie. Następnie był dyrektorem Banku Zaliczkowego. W latach 1883–1913 sprawował stanowisko dyrektora galicyjskiego Banku Krajowego (zał. 1881). Podczas jego dyrektorowania bank zaznał rozkwitu i nabrała znaczenia (w czasie jego kierownictwa kapitały banku wzrosły z 2,5 mln do 500 mln koron). W 1894 otrzymał tytuł c. k. radcy rządowego. Jako prezes banku przyczynił się do powstania w 1894 Pierwszego Galicyjskiego Towarzystwa Akcyjnego Budowy Wagonów i Maszyn w Sanoku, a po odejściu z banku został prezesem rady zawiadowczej (nadzorczej) powstałego po fuzji Polskich Fabryk Maszyn i Wagonów – L. Zieleniewski w Krakowie, Lwowie i Sanoku S.A., Fabryka Sanocka oraz objął funkcję kierownika naczelnego biura tego zakładu w Wiedniu, tam osiadając. 
Został wybrany posłem na Sejm Krajowy Galicji X kadencji (1913-1914) z III kurii, okręg Sanok-Krosno z ramienia Polskiego Stronnictwa Ludowego. Był dożywotnim członkiem Izby Panów austriackiej Rady Państwa od 26 lutego 1912, gdzie był zorientowany w prawicy. Po rozłamie w PSL przeszedł do polskiej demokracji. Był członkiem Wydziału Finansowego Komisji Tymczasowej Skonfederowanych Stronnictw Niepodległościowych. 
Udzielał się w działalności społecznej. Był członkiem Krajowej Komisji dla Spraw Przemysłowych (1892). W maju 1909 został wybrany na prezesa Galicyjskiego Towarzystwa Gospodarskiego. Działał w Krajowym Związku Ochotniczych Straży Pożarnych w Galicji i Lodomerii z Wielkim Księstwem Krakowskiem. Pełnił funkcję zastępcy naczelnika rady zawiadowczej Krajowego Związku Ochotniczych Straży Pożarnych w Galicyi i Lodomeryi z Wielkim Księstwem Krakowskiem od 1886 do 1904 oraz naczelnika (prezesa) od 1904 do końca życia (jako następca ks. Adama Sapiehy). Otrzymał medalion z brązu za zasługi 30-letniej pracy na rzecz pożarnictwa krajowego. Za życia utworzono fundusz zapomogowy im. dr. Alfreda Zgórskiego, z którego każdego roku korzystało 10 członków straży wraz z rodzinami.
Prowadził działalność wydawniczą, dziennikarską i publicystyczną. Opublikował m.in. Ostatni odczyt dla kobiet z psychologii. Niektóre psychiczne właściwości kobiet (1872). Był założycielem Związku Stowarzyszeń Zarobkowych i Gospodarczych dla Galicji i W. Ks. Krakowskiego we Lwowie w 1878, wydawcą i od numeru 23 redaktorem odpowiedzialnym tygodnika „Związek” (organu prasowego tegoż), a ponadto założył „Roczniki”, wydawane przez tenże Związek. 
Po wybuchu I wojny światowej we wrześniu 1914 stanął na czele komisariatu Naczelnego Komitetu Narodowego w Wiedniu (wskutek działalności tegoż pod koniec września wysłano na front pierwszą kompanię Legionów Polskich, a w listopadzie drugą). Działał także na rzecz pomocy inwalidom wojennym. Cierpiał na chorobę Basedowa. W 1915 przebywał w sanatorium w Semmering. Mimo wskazań lekarskich do przerwania pracy, powrócił do Wiednia obejmując w listopadzie 1915 stanowisko szefa biura prezydialnego NKN, poświęcając się sprawom Legionów. Na początku 1916 ponownie złożony chorobą trafił do sanatorium w Wiedniu.
Zmarł 13 marca 1916 w Wiedniu. Pierwotnie został pochowany tamże 16 marca 1916 po pogrzebie z polskiego kościoła przy Rennweg. 4 grudnia 1917 odbył się jego ponowny pogrzeb we Lwowie w tamtejszej kaplicy Boimów.
Ożenił się z Emilią z domu Szwedzicką, córką polityka staroruskiego Jakiwa Szwedyckiego. Mieli syna dr. Alfreda Zgórskiego, który był adwokatem i sędzią we Lwowie i córkę Gabrielę, zamężną z przedsiębiorcą dr. Henrykiem Baczewskim (ich synem był Adam Baczewski).

## Odznaczenia
- Order Korony Żelaznej III klasy (1898)[3][2][5]
- Krzyż Komandorski Orderu Franciszka Józefa (1908)[3][2][5]
- Odznaka honorowa Czerwonego Krzyża II klasy z dekoracją wojenną[5]